# Zarîvînți, Buceaci
Zarîvînți (în ucraineană Заривинці) este localitatea de reședință a comunei Zarîvînți din raionul Buceaci, regiunea Ternopil, Ucraina.

## Demografie
Componența lingvistică a localității Zarîvînți
     Ucraineană (99,67%)
     Alte limbi (0,33%)
Conform recensământului din 2001, majoritatea populației localității Zarîvînți era vorbitoare de ucraineană (99,67%), existând în minoritate și vorbitori de alte limbi.